# Peer Teuwsen
Peer Teuwsen (* 1. November 1967 in Hachenburg) ist ein deutsch-schweizerischer Journalist.

## Leben
Teuwsen ist Sohn der deutschen Journalistin Isabell Teuwsen. Er wurde in Deutschland geboren, zog im Alter von sechs Jahren mit seinen Eltern in die Schweiz und absolvierte die Matura in Zürich. Teuwsen hat die doppelte Staatsbürgerschaft. Er lebt in Ennetbaden im Kanton Aargau, ist verheiratet und hat zwei Kinder.
Teuwsen absolvierte die  Ringier-Journalistenschule. Nach einer Tätigkeit als freier Journalist und einem Studium der Germanistik, Philosophie und Wirtschaftsgeschichte trat er 1995 als Inlandjournalist und redaktioneller Mitarbeiter des Magazins in die Redaktion des Tages-Anzeigers ein.
Bis 2006 war er stellvertretender Chefredaktor des Magazins. Anschliessend leitete er das Ressort «Kultur und Wissenschaft» der Weltwoche. Ab 2008 war er Korrespondent und Leiter des Schweizer Büros der Zeit. 2014 baute er als Ressortleiter die Hamburg-Ausgabe der Zeit auf. Von Herbst 2014 bis Juli 2019 war er Redaktionsleiter des Magazins NZZ Geschichte. Im Dezember 2015 übernahm er zudem die Leitung des Magazins NZZ Campus, das nach knapp einem Jahr eingestellt wurde. Ab 2019 war er zusätzlich einer der Gastkommentatoren der NZZ am Sonntag. Im August 2019 übernahm er die Leitung des Kulturteils der NZZ am Sonntag.

## Publikationen
- Das gute Gespräch. Wie man erfolgreich fragt. Ein Lehrbuch. Echtzeit Verlag, Basel 2009, ISBN 978-3-905800-32-6.[12]
- mit Julie Paucker (Hrsg.): Wohin treibt die Schweiz? Zehn Ideen für eine bessere Zukunft. Nagel & Kimche, München 2011, ISBN 978-3-312-00471-3.
- mit Matthias Daum, Ralph Pöhner: Wer regiert die Schweiz? Ein Blick hinter die Kulissen der Macht. hier + jetzt, Baden 2014, ISBN 978-3-03919-320-2.
- mit Kathrin Sander u. a.: Amsterdam. Reisemagazin Merian, Nr. 5, Jahrgang 55. Hoffmann und Campe, Hamburg 2002, ISBN 3-774-26705-7.

Zeitungsartikel
- Hier wohnt der Chef. In: Die Zeit. Nr. 27/2012, 28. Juni 2012 (ein Beitrag über Liechtenstein).
- Auswandern: Familie Didone geht. In: NZZ. 13. Mai 2016 (jedes Jahr wandern mehr Schweizerinnen und Schweizer aus.).

## Auszeichnungen
- 1996: Zürcher Journalistenpreis[13]
- 2006: Zürcher Journalistenpreis[13]
- 2012: Journalist des Jahres. Verliehen von der Zeitschrift Schweizer Journalist